# Washington County (Oregon)
Washington County je okres amerického státu Oregon založený v roce 1843 pod názvem Twality, v roce 1849 pak byl přejmenován po prvním americkém prezidentovi. Správním střediskem je město Hillsboro. V okrese žije 529 710 obyvatel (2010).